# Banco Mercantil do Brasil
O Banco Mercantil do Brasil (BMEB3, BMEB4) é um banco brasileiro de médio porte, com sede em Belo Horizonte, Minas Gerais.
Fundado em 03 de maio de 1943, em Minas Gerais, o Mercantil do Brasil é hoje o único banco de varejo com Certificação ISO 9001 pela qualidade no atendimento a beneficiários do INSS, um de seus públicos de relacionamento, na agência que é considerada a Agência Matriz da Instituição. Foi considerada, novamente, a melhor empresa para se trabalhar em Minas e uma das melhores do país pelo Great Place To Work 2019.
Com atuação em investimento, crédito, corretagem de seguros, câmbio, distribuição de valores e intermediação de títulos e valores mobiliários, conta com uma equipe totalmente preparada para atender clientes PF e PJ com segurança, transparência, simplicidade, eficiência e proximidade.
O Mercantil é uma instituição referência no pagamento de benefícios do INSS por ter vencido, em 2010, o primeiro leilão do INSS, tornando-se a instituição pagadora de benefícios em Minas Gerais e no interior de São Paulo. Com isso, lançou um modelo de atendimento exclusivo, com estrutura física adaptada, equipe especializada e produtos e serviços específicos para esse público. A qualidade no atendimento é tão valorizada, que a empresa aderiu voluntariamente ao Sistema de Autorregulação Bancária em 2009.
Atualmente, está presente em 143 localidades, com 3 Plataformas e 2 Unidades de Negócios, 25 Postos de Atendimento Eletrônico e 200 Agências, estrategicamente distribuídas pelos principais centros geoeconômicos do país, com maior concentração na Região Sudeste, onde estão localizadas 80% das agências, especialmente em Minas Gerais, foco geográfico de atuação do Mercantil do Brasil.
Recentemente o banco abriu sua primeira agência no exterior, nas Ilhas Cayman, a fim de ampliar a oferta de produtos e serviços oferecidos aos seus clientes da área internacional.
As origens do Banco remontam à década de 1940 em Curvelo, Minas Gerais, sua trajetória de crescimento teve forte impulso nas décadas de 1960, 1970, e 1980 quando incorporou vários estabelecimentos bancários.
A partir de 1999, iniciou uma nova fase de expansão orgânica e mais de uma centena de Agências foram inauguradas ou revitalizadas. Hoje com forte atuação no segmento Beneficiários do INSS.